# 165 km (obwód leningradzki)
165 km (ros. 165 км) – przystanek kolejowy w miejscowości Tiełżewo, w rejonie wołchowskim, w obwodzie leningradzkim, w Rosji. Położony jest na linii Wołchow - Murmańsk.